# Heinrich Rüdt von Collenberg
Heinrich Freiherr Rüdt von Collenberg-Bödigheim (* 25. August 1875 in Baden-Baden; † 26. Oktober 1954 ebenda) war ein deutscher Jurist und Diplomat, zuletzt in der Zeit des Nationalsozialismus deutscher Gesandter in Mexiko.

## Leben
Rüdt von Collenberg entstammte dem Haus Rüdt von Collenberg. Er besuchte das Gymnasium in Offenburg und in Karlsruhe. Nach dem Abitur studierte er von 1893 bis 1898 in Genf, Berlin und Heidelberg Rechtswissenschaften und legte im badischen Justiz- und Verwaltungsdienst 1902 das 2. juristische Staatsexamen ab. Während seiner Studienzeit wurde er im Sommersemester 1894 Mitglied der Studentenverbindung Germania Lausanne. Im Großherzogtum Baden wurde er noch zum Kammerjunker und Kammerherrn ernannt. 1903 war er in den Auswärtigen Dienst des Kaiserreiches übernommen worden. Seine ersten diplomatischen Auslandsposten waren Shanghai, Singapur, Bangkok und ab 1913 Winnipeg in Kanada. Nach Ausbruch des Ersten Weltkrieges wurde er Soldat und war seit 1917 in der Militärverwaltung im besetzten Rumänien eingesetzt. Nach Kriegsende arbeitete er in Berlin und wurde in der Weimarer Republik von 1921 bis 1929 Generalkonsul in Kalkutta und danach in Shanghai. 
Schon in dieser Zeit hatte er sich gegenüber der dortigen Parteisektion der Nationalsozialistischen Deutschen Arbeiterpartei (NSDAP) „wohlwollend“ verhalten. So wurde er nach der Machtübergabe an die Nationalsozialisten 1933 zurückberufen und, nach der Entlassung politisch missliebiger Diplomaten, am 26. August 1933 zum Gesandten in Mexiko befördert. Zum 1. Juli 1933 trat Rüdt von Collenberg der NSDAP bei (Mitgliedsnummer 3.286.310). Mit dem „Landesgruppenleiter Mexiko“ der NSDAP/AO Wilhelm Wirtz und dessen Nachfolger Ewald Bork arbeitete er eng zusammen und in der 1935 gegründeten „Deutschen Volksgemeinschaft in Mexiko“ übernahm er den Ehrenvorsitz. Den SA-Hauptsturmführer und Presseleiter Mexiko der NSDAP/AO Arthur Dietrich holte er 1935 als Presseattaché an die Gesandtschaft. Dieser wurde zwischen 1936 und 1938 zur Unterstützung der Legion Condor im Spanischen Bürgerkrieg eingesetzt. Dietrich erhielt am 1. April 1940 in Mexiko den Diplomatenstatus.
Nachdem Mexiko am 26. Dezember 1941 die diplomatischen Beziehungen zum Großdeutschen Reich abgebrochen hatte, reiste Rüdt von Collenberg am 16. Januar 1942 nach Deutschland zurück und wurde im gleichen Jahr in den Ruhestand versetzt. Über eine Internierung oder eine Entnazifizierung ist nichts bekannt.
Mit seiner zweiten Frau Edith, geb. von Massenbach hatte Rüdt von Collenberg zwei Kinder.